# F.P. 1 non risponde
F.P. 1 non risponde (F.P. 1 antwortet nicht) è un film del 1932 diretto da Karl Hartl. La storia è tratta dal romanzo F.P.1 antwortet nicht di Kurt Siodmak, un romanzo del 1931 di genere fantascientifico scritto dopo l'avventura di Charles Lindbergh con il suo volo solitario transoceanico. Il film, come si usava all'epoca, ebbe delle versioni multilingue, una francese e una inglese, con cast differenti, distribuite nel 1933.

## Trama
Ellissen, un audace e coraggioso pilota, sostiene il progetto del suo vecchio amico Droste: una piattaforma oceanica per i voli transatlantici. Anche l'ereditiera Claire Lennartz partecipa all'avventura, finanziando il progetto.
Due anni più tardi, la costruzione della piattaforma è quasi conclusa ma una serie di episodi lascia sospettare che qualcuno cerchi di boicottare tutto il progetto.
Ellissenn, che aveva lasciato Droste e Claire per il suo lavoro di collaudatore, quando torna, vede che la donna - di cui è innamorato - si è fidanzata con l'amico. Mentre tutto l'equipaggio della piattaforma lavora per salvarla dall'affondare, il triangolo amoroso tra il pilota, l'ingegnere e l'ereditiera fa scoppiare la tensione tra i tre amici.

## Produzione
(Fantafilm)
Il film fu prodotto dall'Universum Film (UFA) (Berlino) (Herstellungsgruppe Erich Pommer). Venne girato dal 15 agosto al 15 dicembre 1932 ad Amburgo, a Umgebung von Greifswald e agli Ufa-Atelier di Neubabelsberg.
Karl Hartl girò anche la versione francese della storia, intitolata I.F.1 ne répond plus con Charles Boyer, e la versione inglese, F.P.1, con Conrad Veidt, entrambe distribuite nel 1933.

## Distribuzione
Distribuito dall'Universum Film (UFA), uscì nelle sale cinematografiche tedesche il 22 dicembre 1932 presentato in prima all'Ufa-Palast am Zoo di Berlino.